# Bayan (Indonésie)
Pour les articles homonymes, voir Bayan (homonymie).

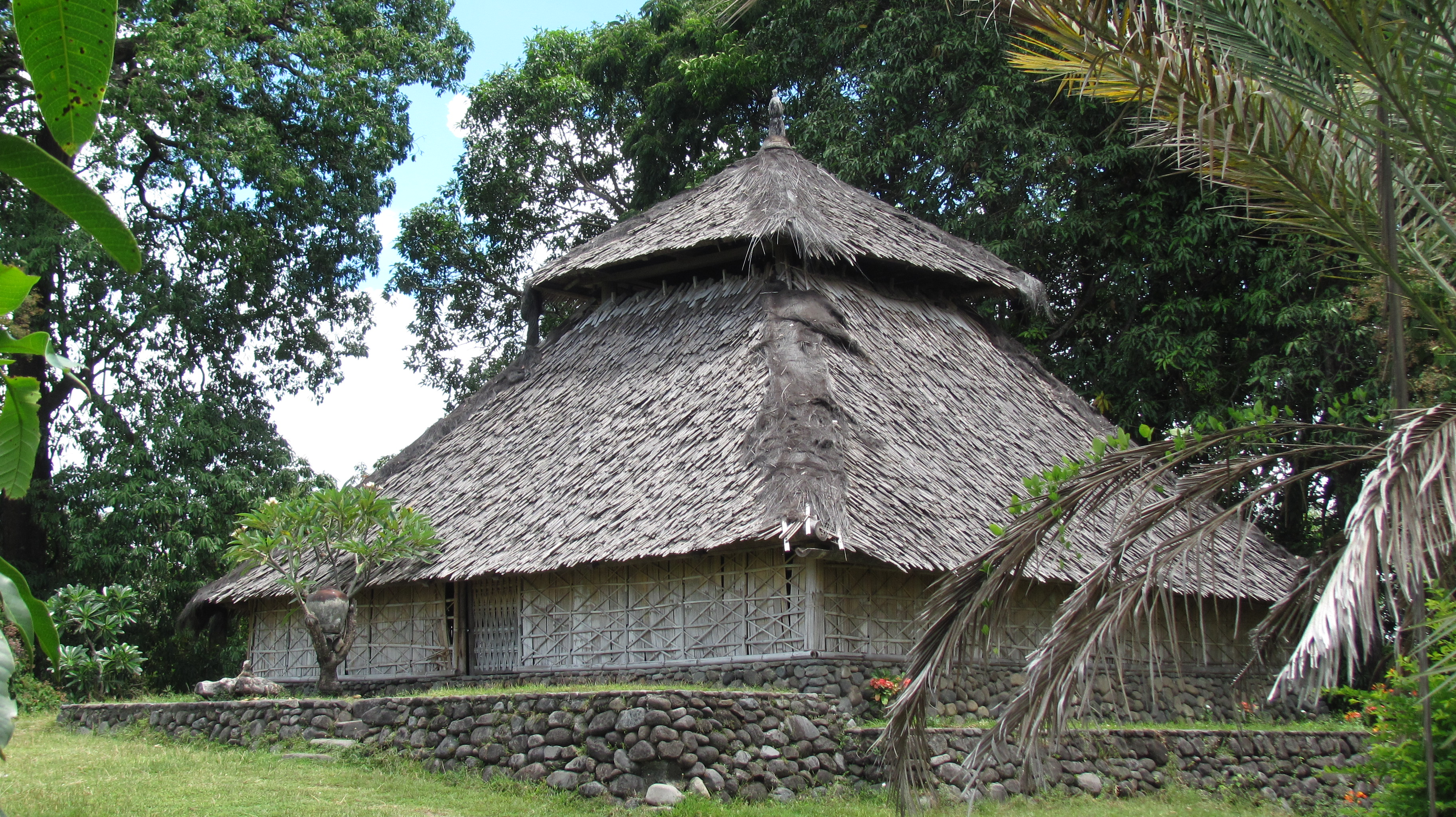
La mosquée du village coutumier de Bayan.

Bayan est un district d'Indonésie dans le kabupaten de Lombok du Nord, au nord du volcan Rinjani dans l'île de Lombok. Une partie de la population continue d'y pratiquer le Wetu Telu, une forme hétérodoxe d'islam mêlée de croyances et pratiques antérieures.